# Records du Jazz de l'Utah
Cette page liste les records de l'équipe et des joueurs du Jazz de l'Utah depuis leur création en 1974.

## Records individuels en saison régulière
Légende: En Gras : joueurs encore en activité en NBA.

### En carrière
| Statistique             | Joueur        | Record |
| ----------------------- | ------------- | ------ |
| Matchs joués            | John Stockton | 1 504  |
| Points                  | Karl Malone   | 36 374 |
| Passes décisives        | John Stockton | 15 806 |
| Interceptions           | John Stockton | 3 265  |
| Total de rebonds        | Karl Malone   | 14 601 |
| Contres                 | Mark Eaton    | 3 064  |
| Tirs marqués            | Karl Malone   | 13 335 |
| 3 points inscrits       | Joe Ingles    | 1 071  |
| Lancers francs inscrits | Karl Malone   | 9 619  |
| Pertes de balles        | Karl Malone   | 4 421  |

### Sur un match
| Statistique                | Joueur                                                                             | Record | Date |
| -------------------------- | ---------------------------------------------------------------------------------- | ------ | --- |
| Minutes                    | Karl Malone Gordon Hayward                                                         | 57     | 3 février 1992 25 mars 2012 |
| Points                     | Pete Maravich                                                                      | 68     | 25 février 1977 |
| Paniers marqués            | Pete Maravich                                                                      | 26     | 25 février 1977 |
| Paniers tentés             | Pete Maravich                                                                      | 43     | 25 février 1977 |
| Paniers à 3 points réussis | Bojan Bogdanović                                                                   | 11     | 6 mars 2022 |
| Paniers à 3 points tentés  | Bojan Bogdanović                                                                   | 18     | 6 mars 2022 |
| Lancers francs réussis     | Adrian Dantley                                                                     | 28     | 4 janvier 1984 |
| Lancers francs tentés      | Adrian Dantley                                                                     | 31     | 25 novembre 1983 |
| Rebonds défensifs          | Truck Robinson                                                                     | 23     | 28 octobre 1977 |
| Rebonds offensifs          | Rich Kelley Adrian Dantley Greg Ostertag Rudy Gobert Walker Kessler                | 13     | 22 février 1978 6 avril 1985 3 novembre 2003 22 mars 2017 7 mars 2025                                                                          |
| Total rebonds              | Rudy Gobert                                                                        | 28     | 14 mars 2021 |
| Passes décisives           | John Stockton                                                                      | 28     | 15 janvier 1991 |
| Interceptions              | Rickey Green John Stockton                                                         | 9      | 10 novembre 1982 27 novembre 1982 12 février 1991                                                                                              |
| Contres                    | Mark Eaton                                                                         | 14     | 18 janvier 1985 18 février 1989 |
| Balles perdues             | Pete Maravich Rich Kelley Darrell Griffith Karl Malone John Stockton Collin Sexton | 10     | 22 novembre 1977 6 janvier 1978 8 janvier 1978 5 avril 1979 20 février 1985 15 janvier 1988 27 novembre 1989 19 novembre 1990 19 décembre 2024 |

## Records individuels en playoffs

### En carrière
| Statistique             | Joueur           | Record |
| ----------------------- | ---------------- | ------ |
| Matchs joués            | John Stockton    | 182    |
| Points                  | Karl Malone      | 4 519  |
| Passes décisives        | John Stockton    | 1 839  |
| Interceptions           | John Stockton    | 338    |
| Total de rebonds        | Karl Malone      | 1 877  |
| Contres                 | Mark Eaton       | 210    |
| Tirs marqués            | Karl Malone      | 1 645  |
| 3 points inscrits       | Donovan Mitchell | 129    |
| Lancers francs inscrits | Karl Malone      | 1 223  |
| Pertes de balles        | John Stockton    | 518    |

### Sur un match
| Statistique                | Joueur                                             | Record | Date                                   |
| -------------------------- | -------------------------------------------------- | ------ | -------------------------------------- |
| Minutes jouées             | Karl Malone                                        | 51     | 26 mai 1992                            |
| Points                     | Donovan Mitchell                                   | 57     | 17 août 2020                           |
| Paniers marqués            | Donovan Mitchell                                   | 19     | 17 août 2020                           |
| Paniers tentés             | Donovan Mitchell                                   | 33     | 17 août 2020                           |
| Lancers francs réussis     | Karl Malone                                        | 22     | 3 mai 1992                             |
| Lancers francs tentés      | Karl Malone                                        | 24     | 3 mai 1992                             |
| Paniers à 3 points réussis | Donovan Mitchell Bojan Bogdanović Donovan Mitchell | 9      | 30 août 2020 16 juin 2021 18 juin 2021 |
| Paniers à 3 points tentés  | Bojan Bogdanović                                   | 17     | 16 juin 2021                           |
| Rebonds défensifs          | Rudy Gobert                                        | 19     | 10 juin 2021                           |
| Rebonds offensifs          | Karl Malone                                        | 11     | 29 avril 1989                          |
| Total rebonds              | Karl Malone Carlos Boozer                          | 22     | 29 avril 1989 23 avril 2009            |
| Passes décisives           | John Stockton                                      | 24     | 17 mai 1988                            |
| Interceptions              | John Stockton Karl Malone                          | 6      | 1er mai 1987 2 mai 1989 1er mai 1996   |
| Contres                    | Mark Eaton                                         | 10     | 26 avril 1985                          |
| Balles perdues             | Donovan Mitchell                                   | 9      | 1er septembre 2020                     |

## Records de la franchise

### Sur une saison
| Statistique                    | Record | Moyenne par match          | Saison    |
| ------------------------------ | ------ | -------------------------- | --------- |
| Points marqués                 | 9 600  | 117,1 points / match       | 2022-2023 |
| Rebonds                        | 4 216  | 51,4 rebonds / match       | 1977-1978 |
| Passes décisives               | 2 407  | 29,4 passes / match        | 1987-1988 |
| Interceptions                  | 835    | 10,2 interceptions / match | 1986-1987 |
| Contres                        | 697    | 8,5 interceptions / match  | 1984-1985 |
| Tirs marqués                   | 3 679  | 44,9 tirs / match          | 1981-1982 |
| Tirs tentés                    | 7 717  | 94,1 tirs / match          | 1977-1978 |
| Pourcentage au tir             | 51,2%  | /                          | 1994-1995 |
| 3 points marqués               | 1 205  | 14,7 tirs / match          | 2020-2021 |
| 3 points tentés                | 3 308  | 40,3 tirs / match          | 2021-2022 |
| Pourcentage à 3 points         | 38,9%  | /                          | 2020-2021 |
| Lancers francs marqués         | 2 115  | 25,8 tirs / match          | 1983-1984 |
| Lancers francs tentés          | 2 742  | 33,4 tirs / match          | 1988-1989 |
| Pourcentage aux lancers francs | 80,9%  | /                          | 1979-1980 |
| Pertes de balles               | 1 802  | 22 pertes / match          | 1974-1975 |